# Beaufortia kweichowensis
Espèce
Statut de conservation UICN

LC : Préoccupation mineure
Beaufortia kweichowensis, communément appelé Loche-papillon des ruisseaux et parfois Suceur de Bornéo, Pléco de Hong Kong ou Loche de Chine, est une espèce de poissons d'eau douce de la famille des Balitoridae et qui est élevable en aquarium.

## Description
Beaufortia kweichowensis présente un corps vert-brun parsemé de taches sombres, avec des nageoires bordées d'une ligne tachetée foncée. Son corps fuselé et son ventre plat sont parfaitement adaptés aux fonds rocheux des cours d'eau rapides, où il se nourrit d'algues sur les surfaces solides. Le corps est dépourvu d'écailles. Il est difficile de distinguer les mâles des femelles : les mâles ont un museau plus carré et des nageoires pectorales presque perpendiculaires vues de dessus, tandis que les femelles ont une tête plus large et un museau presque continu avec les nageoires pectorales. Les mâles présentent souvent une coloration plus vive.

### Comportement de reptation et d'adhésion aux substrats
Beaufortia kweichowensis est un poisson « grimpeur de rochers ». Il adhère aux surfaces glissantes et encrassées, se déplaçant à la fois vers l'avant et vers l'arrière dans des cours d'eau torrentiels. Lors de ses déplacements, deux ventouses distinctes peuvent être observées. La structure squelettique générale de ce poisson ayant été déterminée à l'aide de la microtomographie, il a été constaté que la friction et l'adhérence étaient positivement corrélées, de même que la friction et l'angle des rayons des nageoires. Le système de locomotion adhésive utilisé par ce poisson serait unique.

## Répartition
Beaufortia kweichowensis est une espèce endémique du bassin de la rivière Zhujiang, dans le sud de la Chine. On la trouve dans les provinces de Guangxi, Guizhou, Hunan et Guangdong.

## Systématique
Les analyses phylogénétiques, fondées sur deux méthodes distinctes (maximum de vraisemblance et analyse bayésienne), ont toutes deux fortement soutenu la relation étroite entre B. kweichowensis, B. szechuanensis et B. liui. Ces résultats concordent avec les classifications antérieures fondées sur des études morphologiques et moléculaires et la topologie obtenue a permis de classer les Balitoridae en deux sous-familles : les Gastromyzoninae et les Homalopterinae, B. kweichowensis appartenant à la sous-famille des Gastromyzoninae.
Le nom valide complet (avec auteur) de ce taxon est Beaufortia kweichowensis (Fang, 1931).
Beaufortia kweichowensis a pour synonymes :
- Beaufortia kweichowensis gracilicauda Chen & Zheng, 1980
- Beaufortia kweichowensis kweichowensis (Fang, 1931)
- Gastromyzon leveretti kweichowensis Fang, 1931

## Étymologie
Le nom générique rend hommage à Lieven Ferdinand de Beaufort (d) , un zoologiste néerlandais qui a collaboré avec Bleeker sur un atlas d'ichtyologie couvrant l'Inde et la Malaisie entre 1902 et 1962. Ses principaux centres d'intérêt étaient initialement les poissons, avant de se tourner vers les oiseaux.
Le nom spécifique qui est composé de kweichow et du suffixe latin -ensis, « qui vit dans, qui habite », lui a été donné en référence au lieu de sa découverte, la province de Kweichow (Guizhou) et plus précisément dans le fleuve Xi.

## Publication originale
L'espèce a été décrite sous le protonyme Gastromyzon leveretti kweichowensis dans :
- (en) Fang (d), « New and rare species of homalopterid fishes of China », Sinensia, vol. 2, no 3,‎ septembre 1931, p. 41-64 (ISSN 1000-9256).

## Menaces
Bien que l'espèce soit classé dans la Liste Rouge comme étant à « préoccupation mineure », l'UICN relève que certaines parties de son aire de répartition sont soumises à une urbanisation et à un développement rapides. De plus, la construction de petits barrages hydroélectriques contribue à la dégradation et à la réduction de son habitat et sa capture pour le commerce des poissons d'ornement est courante et constitue probablement une menace pour la taille totale de la population.

## Aquariophilie
Cette espèce est parfois connue en aquariophilie sous les noms vernaculaires suivants : « loche de Chine », « pléco de Hong Kong » ou « suceur de Bornéo » (bien que contrairement à ce qui est parfois indiqué, il ne soit pas naturellement présent sur cette île), mais son nom vernaculaire normalisé serait « Loche-papillon des ruisseaux ».
Dépourvu d'écailles, ce poisson est plus vulnérable aux maladies et plus sensible aux médicaments que d'autres espèces. Comme tous les poissons de ruisseau de type suceur, Beaufortia kweichowensis nécessite un courant d'eau rapide et une eau claire bien oxygénée. L'éclairage doit être vif pour favoriser la croissance des algues, ou l'aquarium peut être placé au soleil. Timides mais rapides lorsqu'ils sont effrayés, ils sont parmi les loches de ruisseau les plus fréquemment importés dans le commerce aquariophile. Comme les Gastromyzon, ils sont territoriaux et peuvent s'engager dans des démonstrations de force, où un poisson tente de recouvrir un autre, un comportement appelé en anglais « topping ». Ces affrontements sont généralement inoffensifs et se terminent par la retraite d'un des poissons.
Ce petit poisson présente des exigences particulières en matière de qualité de l'eau. Il est particulièrement sensible à la température : une eau dépassant 25°C le perturbe, et au-delà de 27°C, elle peut lui être fatale. Pour évaluer son confort thermique, il est crucial d'observer sa peau, car une dépigmentation peut indiquer un stress lié à la température. En outre, ce poisson nécessite une eau bien oxygénée pour prospérer. Son régime alimentaire n'est pas exclusivement végétarien ; bien qu'il consomme des algues, il apprécie également les protéines animales telles que les larves rouges et les tablettes pour pleco. Globalement, sa maintenance est considérée comme moyennement difficile. Pour respecter ses besoins sociaux et assurer son bien-être, il est recommandé de maintenir un groupe d'au moins quatre individus. Ce poisson a une préférence marquée pour les cachettes sombres et sort principalement la nuit. Il affectionne particulièrement les courants et passe une grande partie de son temps collé aux parois près du filtre pour profiter du mouvement de l'eau.

### Conditions de vie en aquarium
| Origine         | Chine                         | Eau           | -                                        |
| Dureté de l'eau | 1->15 °GH                     | pH            | De 6,5 à 7,5                             |
| Température     | 18-24 °C                      | Volume mini.  | 100 litres pour un trio                  |
| Alimentation    | Omnivore                      | Taille adulte | 3,5 à 5,0 cm (exceptionnellement 8,0 cm) |
| Reproduction    | Ovipare,                      | Zone occupée  | Fond                                     |
| Sociabilité     | Non agressif mais territorial | Difficulté    | Moyenne                                  |